# Barra Longa
Barra Longa es un municipio brasilero del estado de Minas Gerais. Su población estimada en 2004 era de 6.862 habitantes.

## Historia
Barra Longa nació de una capilla primitiva levantada en São José do Gualacho del Norte, o São José de la Barra de Matias Barbosa, instalada en 1729 perteneciente a la parroquia de Furquim gracias al explorador Francisco Bueno de Camargo que desde la costa del arroyo del Carmo, dirigía el talamiento de bosques de la región y construyó la primera capilla en 1702.